# Bisaga Velika (Pašman)
Koordinati:   43°58′56″N, 15°22′49″E

Bisaga Velika je majhen nenaseljen otoček južno od Zadra.
Otoček leži okoli 2,5 km vzhodno od Pašmana in okoli 0,5 km severozahodno od Galešnjaka v Zadarskem kanalu. Njegova površina meri 0,017 km². Dolžina obalnega pasu je 0,5 km. Navišji vrh je visok 17 mnm.